# Puchar Europy w Lekkoatletyce 1970
3. Puchar Europy w Lekkoatletyce – cykl zawodów lekkoatletycznych zorganizowanych przez European Athletic Association latem 1970 roku. 
W zawodach, w których startowało 7 reprezentacji, stosowano punktację 7:6:5:4:3:2:1, a przy 6 reprezentacjach punktację 6:5:4:3:2:1, zarówno w konkurencjach indywidualnych, jak i w biegach sztafetowych.
Finał pucharu Europy w rywalizacji mężczyzn odbył się 29 i 30 sierpnia w Sztokholmie, a w rywalizacji kobiet 22 sierpnia w Budapeszcie.

## Finał pucharu Europy

### Mężczyźni
W finale wzięły udział po dwie najlepsze reprezentacje z każdego półfinału oraz Szwecja jako gospodarz.
| Poz. | Reprezentacja | Punkty |
| ---- | ------------- | ------ |
| 1    | NRD           | 102    |
| 2    | ZSRR          | 92,5   |
| 3    | RFN           | 91     |
| 4    | Polska        | 82     |
| 5    | Francja       | 77,5   |
| 6    | Szwecja       | 68     |
| 7    | Włochy        | 47     |

### Kobiety
W finale wzięły udział po dwie najlepsze reprezentancje z każdego półfinału, w tym Węgry, które były gospodarzem.
| Poz. | Reprezentacja   | Punkty |
| ---- | --------------- | ------ |
| 1    | NRD             | 70     |
| 2    | RFN             | 63     |
| 3    | ZSRR            | 43     |
| 4    | Polska          | 33     |
| 5    | Wielka Brytania | 32     |
| 5    | Węgry           | 32     |

## Półfinał pucharu Europy
Zawody półfinałowe odbyły się w sześciu europejskich miastach 1 i 2 sierpnia. Mężczyźni rywalizowali w Sarajewie, Helsinkach oraz Zurychu, a kobiety w Berlinie, Bukareszcie i Herford. Dwa najlepsze zespoły każdego półfinału uzyskały awans do zawodów finałowych.

### Mężczyźni
| Poz | Reprezentacja  | Punkty |
| --- | -------------- | ------ |
| 1   | RFN            | 97     |
| 2   | Włochy         | 82,5   |
| 3   | Czechosłowacja | 76     |
| 4   | Węgry          | 65,5   |
| 5   | Jugosławia     | 58     |
| 6   | Bułgaria       | 40     |

| Poz. | Reprezentacja | Punkty |
| ---- | ------------- | ------ |
| 1    | NRD           | 99     |
| 2    | Polska        | 92     |
| 3    | Finlandia     | 81     |
| 4    | Szwecja       | 65     |
| 5    | Norwegia      | 48     |
| 6    | Belgia        | 35     |

| Poz. | Reprezentacja   | Punkty |
| ---- | --------------- | ------ |
| 1    | Francja         | 97     |
|      | ZSRR            | 97     |
| 3    | Wielka Brytania | 68     |
| 4    | Hiszpania       | 60     |
| 5    | Szwajcaria      | 55     |
| 6    | Rumunia         | 42     |

### Kobiety
| Poz. | Reprezentacja   | Punkty |
| ---- | --------------- | ------ |
| 1    | NRD             | 84     |
| 2    | Wielka Brytania | 73     |
| 3    | Holandia        | 58     |
| 4    | Francja         | 55     |
| 5    | Dania           | 34     |
| 6    | Finlandia       | 32     |
| 7    | Norwegia        | 28     |

| Poz. | Reprezentacja  | Punkty |
| ---- | -------------- | ------ |
| 1    | ZSRR           | 79     |
| 2    | Polska         | 71     |
| 3    | Rumunia        | 66     |
| 4    | Włochy         | 47     |
| 5    | Czechosłowacja | 38     |
| 6    | Szwajcaria     | 35     |
| 7    | Austria        | 28     |

| Poz. | Reprezentacja | Punkty |
| ---- | ------------- | ------ |
| 1    | RFN           | 74     |
| 2    | Węgry         | 52     |
| 3    | Bułgaria      | 48     |
| 4    | Szwecja       | 46     |
| 5    | Jugosławia    | 32     |
| 6    | Belgia        | 21     |

## Runda eliminacyjna
Najsłabsze męskie drużyny (wszystkie reprezentacje kobiece rywalizację zaczynały od półfinału) 20 i 21 lipca rywalizowały w Barcelonie, Wiedniu oraz Reykjavíku o awans do półfinałów pucharu Europy. Dwa najlepsze zespoły każdych eliminacj uzyskały awans do zawodów półfinałowych.
| Poz. | Reprezentacja | Punkty |
| ---- | ------------- | ------ |
| 1    | Hiszpania     | 64     |
| 2    | Rumunia       | 50     |
| 3    | Holandia      | 44     |
| 4    | Grecja        | 41     |

| Poz. | Reprezentacja | Punkty |
| ---- | ------------- | ------ |
| 1    | Jugosławia    | 68     |
| 2    | Bułgaria      | 59     |
| 3    | Austria       | 47     |
| 4    | Luksemburg    | 23     |

| Poz. | Reprezentacja | Punkty |
| ---- | ------------- | ------ |
| 1    | Finlandia     | 81     |
| 2    | Belgia        | 69     |
| 3    | Dania         | 60     |
| 4    | Irlandia      | 53     |
| 5    | Islandia      | 37     |